# Gateshead (borough)
Gateshead è un Metropolitan Borough del Tyne and Wear, Inghilterra, Regno Unito, con sede nella città omonima.
Il distretto fu creato con il Local Government Act 1972, il 1º aprile 1974 dalla fusione del precedente county borough di Gateshead con i distretti urbani di Felling, Blaydon e Ryton e parte del distretto urbano di Chester-le-Street.

## Località e parrocchie
Tra le località del distretto ci sono:
- Rowlands Gill
- Felling
- Whickham
- Blaydon
- Ryton
- Pelaw
- Dunston
- Low Fell
- Chopwell
- Kibblesworth

Le uniche parrocchie civili del distretto sono:
- Lamesley
- Birtley